# Perth, Ontario
För andra betydelser, se Perth.
Perth är en stad (town) i den kanadensiska provinsen Ontarios sydvästra del. Staden grundades 1816 som en by för militärveteraner, som tjänstgjorde under 1812 års krig. En del av veteranerna var utländska och kom ifrån Frankrike, Irland, Italien, Polen, Skottland och Tyskland, de hade lovats en bit land om de ställde upp för att strida för det brittiska imperiet. Ganska kort efteråt kom även irländska och skotska nybyggare och bosatte sig där.
Staden breder sig ut över 12,25 kvadratkilometer (km2) stor yta och hade en folkmängd på 5 840 personer vid den nationella folkräkningen 2011.